# Євлогій (Гутченко)
Митрополит Євлогій (справжнє імʼя Гутченко Євген Анатолійович) (21 березня 1967, Одеса, УРСР) — релігійний діяч в Україні, архієрей УПЦ московського патріархату з титулом Сумський та Охтирський. 

## Біографія
Народився в Одесі, наприкінці 1980-х став парафіянином православних церков Одеси, де його помітив місцевий архієрей Лазар (Швець). Згодом Гутченка протегував одеський архієрей Агафангел (Саввін).
З серпня 1991 назначений викладачем Одеської духовної семінарії УПЦ (МП).
20 жовтня 1991 — на четвертому курсі семінарії був пострижений у монашество архієпископом Одеським і Херсонським Лазарем;
27 жовтня 1991 — рукоположений у сан ієродиякона архієпископом Одеським і Херсонським Лазарем .
19 серпня 1992 — рукоположений у сан ієромонаха митрополитом Одеським і Ізмаїльським Агафангелом. Тоді ж і сам закінчив Одеську духовну семінарію.
1994-1998 — благочинний Свято-Успенського чоловічого монастиря в Одесі.
13 грудня 1995 — возведений в сан архімандрита.
З 1995 — член комісії з канонізації святих при Священному Синоді УПЦ (МП).
З 1998 по 2007 — ректор Одеської духовної семінарії.
1999 року закінчив Московську духовну академію.
З 1999 — член Учбового комітету при Синоді УПЦ (МП).
З 2001 по 2007 — член єпархіальної Ради Одеської митрополії.
З 2002 по 2008 — член канонічної комісії при Синоді УПЦ.
З 2005 — член комісії при Синоді РПЦ по взаємодії із старообрядництвом і старообрядницькими приходами.
З 2008 по 2009 — голова Богословсько — канонічної комісії при Синоді УПЦ МП.
З 2008 — член Церковного суду УПЦ МП.

### Архієрейство
14 листопада 2007 призначений єпископом новоствореної Кременчуцької і Хорольської єпархії УПЦ (МП).
17 листопада 2008 призначений єпископом Сумським і Охтирським УПЦ (МП) після низки скандалів у цій єпархії.
11 жовтня 2018, після того, як Вселенський Патріархат підтримав надання автокефалії ПЦУ, Євлогій назвав Патріарха Константинопольського Варфоломія «турецьким єпископом», «стамбульським затвірником»; підтримував заклики назвати його «христопродавцем», «адептом зла» та заклики до його повалення та церковного розколу на своїй сторінці у Facebook.. Того ж року підвищений до сану «митрополита» УПЦ (МП).
31 жовтня 2024 був серед числа архієреїв УПЦ МП, що підписали заяву з засудженням заміни керівника Донецької єпархії УПЦ МП митрополита Іларіона на росіянина[значущість факту?].

## Розслідування
Підозрюється у тому, що у проповідях і соцмережах зневажливо відгукувався про вірян ПЦУ. Йому повідомили про підозру за ч. 1 ст. 161 КК України (порушення рівноправності громадян залежно від їх релігійних переконань).

## Нагороди

### Церковні
- орден УПЦ МП святого рівноапостольного князя Володимира III ст.; (2008)
- орден РПЦ преподобного Сергія Радонежського III ст.; (2000)
- ювілейний орден УПЦ МП «Різдва Христового» I ст.; (2000)
- орден УПЦ МП преподобного Нестора Літописця; (2002)
- ювілейна медаль УПЦ МП «Харківський Собор — 10 років» I ст.; (2002)
- орден РПЦ преподобного Серафима Саровського III ст.; (2005)
- орден РПЦ преподобного Данила Московського III ст.; (2006)
- ювілейний орден УПЦ МП на честь XV- річчя Харківського Собору; (2007)
- ювілейний орден УПЦ МП на честь 1020 — річчя Хрещення Русі; (2008)
- орден Почаївської ікони Божої Матері;
- орден святого благовірного князя Ярослава Мудрого;
- орден святого апостола Андрія Первозванного.

### Органів місцевого самоуправління і відомчі
- почесна відзнака Сумської обласної ради «За високі досягнення»;
- знак МВС України «За сприяння органам внутрішніх справ України».